# 王涛支队
王涛支队，1945年6月后又称闽南抗日挺进队，是中国抗日战争时期中国共产党领导的一支游击队，主要活动于闽西、闽南。
1944年10月，按照中共闽粤边委的决定，在上杭、永定边界的楮树坪，闽西南武装经济工作总队与闽西武装经济工作分队合并为王涛支队（以已牺牲的中共闽西特委书记王涛命名），共有49人，刘永生任支队长，陈仲平任代理政治委员。1945年5月，永定康容支队（该支队于1944年11月在永定金丰大山成立，已以牺牲的女共产党员陈康容命名）并入王涛支队，队伍扩大至100余人；6月，中共闽粤边区委决定成立闽粤边军事委员会，魏金水任主席，朱曼平任副主席，同时决定将王涛支队公开宣布为闽南抗日挺进队，刘永生任司令员，范元辉任政治委员（未到职，由政治部主任陈仲平代理），下辖3个大队。7月，闽南政治保卫队40多人在平和与王涛支队会合，并编入王涛支队，组成第四大队。9月，王涛支队（不包括第四大队）撤回闽西。抗日战争结束时，队伍发展到近300人。